# París-Roubaix 1988
La 86.ª edición de la carrera ciclista París-Roubaix tuvo lugar el 10 de abril de 1988 y fue ganada por el belga Dirk Demol. La prueba contó con 266 kilómetros.

## Clasificación final
| Posición | Ciclista            | Equipo             | Tiempo     |
| -------- | ------------------- | ------------------ | ---------- |
| 1        | Dirk Demol          | AD Renting         | 6h 34' 18" |
| 2        | Thomas Wegmuller    | Kas                | + 02"      |
| 3        | Laurent Fignon      | Système U          | + 1' 55"   |
| 4        | Stefan Joho         | Ariostea           | m. t.      |
| 5        | Marc Sergeant       | Hitachi            | m. t.      |
| 6        | Corné van Rijmen    | Panasonic          | + 2' 03"   |
| 7        | Gerard Veldscholten | Weinmann-La Suisse | m. t.      |
| 8        | Steve Bauer         | Weinmann-La Suisse | + 2' 34"   |
| 9        | Herman Frison       | Roland             | + 2' 46"   |
| 10       | Johan Lammerts      | Toshiba            | m. t.      |